# Liste der Biografien/Rio
Liste der Biografien |
Portal Biografien |
Personensuche
# |
A |
B |
C |
D |
E |
F |
G |
H |
I |
J |
K |
L |
M |
N |
O |
P |
Q |
R |
S |
T |
U |
V |
W |
X |
Y |
Z |
?
 
Ra |
Rb |
Rd |
Re |
Rh |
Ri |
Rj |
Rk |
Rl |
Rm |
Rn |
Ro |
Rr |
Rs |
Rt |
Ru |
Rv |
Rw |
Rx |
Ry |
Rz
 
Ria |
Rib |
Ric |
Rid |
Rie |
Rif |
Rig |
Rih |
Rii |
Rij |
Rik |
Ril |
Rim |
Rin |
Rio |
Rip |
Riq |
Rir |
Ris |
Rit |
Riu |
Riv |
Riw |
Rix |
Riy |
Riz
Die Liste der Biografien führt alle Personen auf, die in der deutschsprachigen Wikipedia einen Artikel haben. Dieses ist eine Teilliste mit 128 Einträgen von Personen, deren Namen mit den Buchstaben „Rio“ beginnt.

## Rio
- Río Alba, Javier del (* 1957), peruanischer Geistlicher, Erzbischof von Arequipa
- Rio Branco, Gastão Paranhos do (1888–1961), brasilianischer Diplomat
- Río Crespo, Felipe del (1912–1937), spanischer Jagdflieger
- Río Díaz, Ricardo (1866–1901), mexikanischer Pianist, Komponist und Musikpädagoge
- Río García, Laura del (* 1982), spanische Fußballspielerin
- Río Gundián, Sótero del (1900–1969), chilenischer Chirurg und Politiker
- Río Hortega, Pío del (1882–1945), spanischer Mediziner, Anatom und Histologe
- Río Iglesias, Rubén (* 1997), spanischer Handballspieler
- Río Martín, Juan del (1947–2021), spanischer Geistlicher, römisch-katholischer Militärerzbischof von Spanien
- Río Salas, Jorge del (* 1918), argentinischer Segler
- Río Sendino, Francisco Javier Del (* 1942), spanischer Geistlicher und römisch-katholischer Bischof von Tarija
- Río, Alfredo Del (1932–1978), argentinischer Tangosänger
- Rio, Alicia (1966–2022), mexikanische Pornodarstellerin
- Río, Andrés Manuel del (1764–1849), spanischer Mineraloge und Chemiker
- Río, Dolores del (1904–1983), mexikanische FilmschauspielerinDolores del Río (1904–1983)

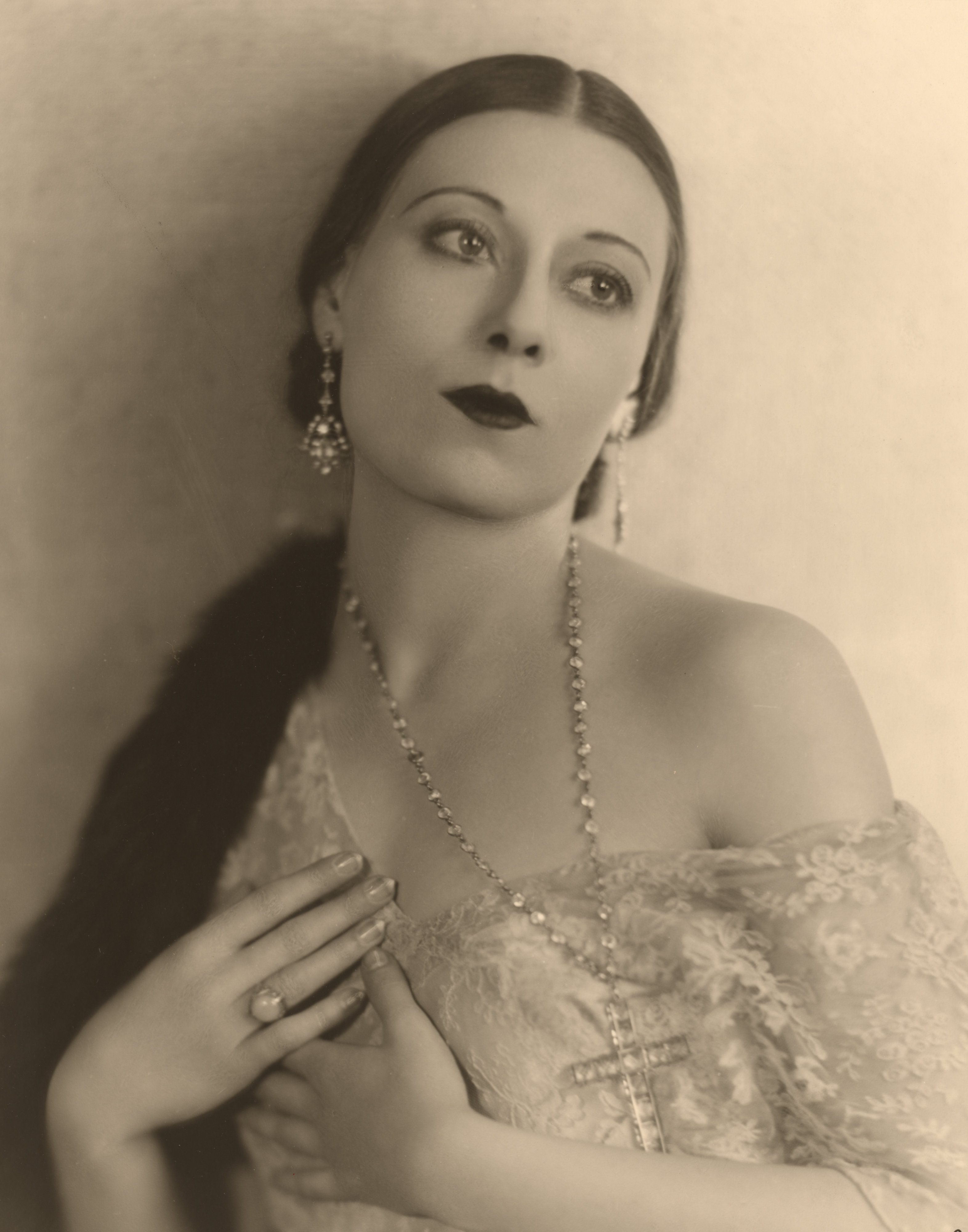
Dolores del Río (1904–1983)

- Rio, Domenico Ercole del († 1802), italienischer Schachspieler
- Rio, João do (1881–1921), brasilianischer Journalist, Chronist, Übersetzer und Theaterwissenschaftler
- Rio, Neiphiu (* 1950), indischer Politiker
- Río, Néstor Del (* 1992), uruguayischer Fußballspieler
- Rio, Patrice (* 1948), französischer Fußballspieler
- Rio, Ricardo (* 1973), portugiesischer Politiker (PSD)
- Rio, Roger (1913–1999), französischer Fußballspieler
- Rio, Rui (* 1957), portugiesischer Ökonom und Politiker (PSD)
- Rio, Vanessa del (* 1952), US-amerikanisches Model, Pornodarstellerin und UnternehmerinVanessa del Rio (* 1952)

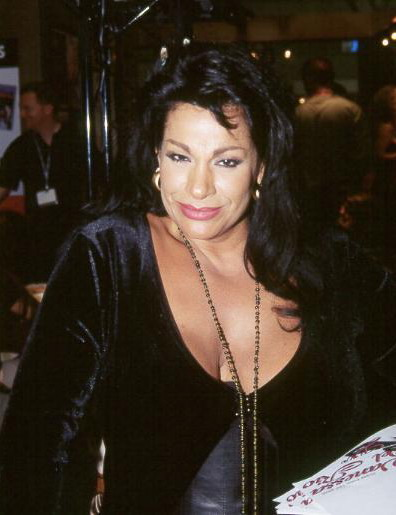
Vanessa del Rio (* 1952)

- Rio-Branco, Miguel Paulo José Maria da Silva Paranhos do (1917–1995), brasilianischer Diplomat

### Riob
- Riobé, Guy-Marie (1911–1978), französischer römisch-katholischer Geistlicher und Bischof

### Rioc
- Rioch, Bruce (* 1947), schottischer Fußballspieler und -trainer
- Riocreux, Jean-Yves (* 1946), französischer Geistlicher, emeritierter römisch-katholischer Bischof von Basse-Terre et Pointe-à-Pitre

### Riol
- Riola, Conradin († 1743), Schweizer reformierter Geistlicher und theologischer Schriftsteller
- Riolan, Jean (1580–1657), französischer Arzt, Anatom und Botaniker
- Rioland, Roger (1924–2018), französischer Radrennfahrer
- Riolfo, Carlos (1905–1978), uruguayischer Fußballspieler
- Riolfo, Diego (* 1990), uruguayischer Fußballspieler
- Riolo, Vincenzo (1772–1837), italienischer Maler
- Riols, Noreen (1926–2025), britische Schriftstellerin

### Rion
- Rion, Anita (* 1957), Schweizer Politikerin (FDP)
- Riondino, Michele (* 1979), italienischer SchauspielerMichele Riondino (* 1979)

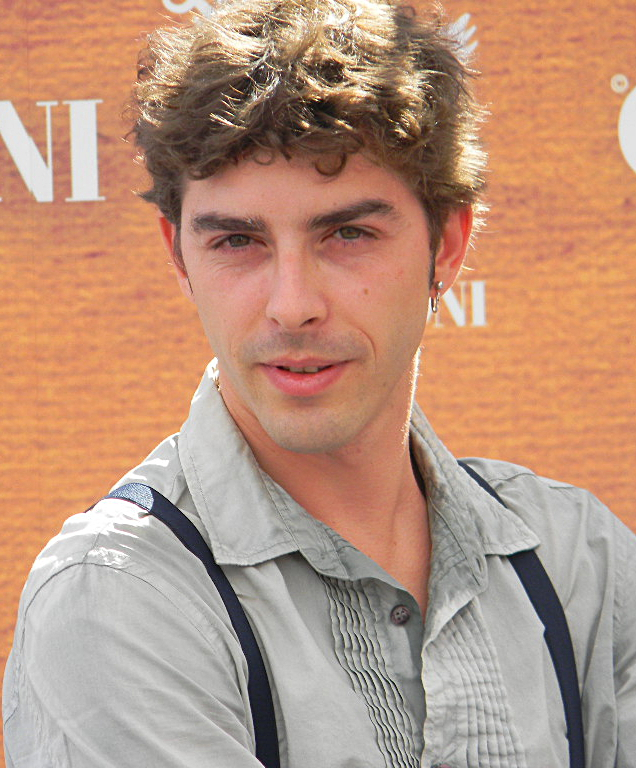
Michele Riondino (* 1979)

### Riop
- Riopelle, Howard (1922–2013), kanadischer Eishockeyspieler und Unternehmer
- Riopelle, Jean-Paul (1923–2002), kanadischer Maler und Bildhauer
- Riopy (* 1983), französisch-britischer Pianist und Komponist

### Rior
- Riordan, Daniel J. (1870–1923), US-amerikanischer Politiker
- Riordan, Derek (* 1983), schottischer Fußballspieler
- Riordan, Fergus (* 1997), britischer Schauspieler
- Riordan, James (1936–2012), englischer Schriftsteller, Sporthistoriker, Volkskundler und Wissenschaftler für russische Sprache und Literatur
- Riordan, John (1903–1988), US-amerikanischer Mathematiker
- Riordan, John R. (* 1943), kanadischer Biochemiker
- Riordan, Oliver, britischer Mathematiker
- Riordan, Patrick (* 1950), irischer Jesuit, Philosoph sowie Politikwissenschaftler
- Riordan, Patrick William (1841–1914), kanadischer Geistlicher, Erzbischof von San Francisco
- Riordan, Richard (1930–2023), US-amerikanischer Politiker
- Riordan, Rick (* 1964), US-amerikanischer SchriftstellerRick Riordan (* 1964)

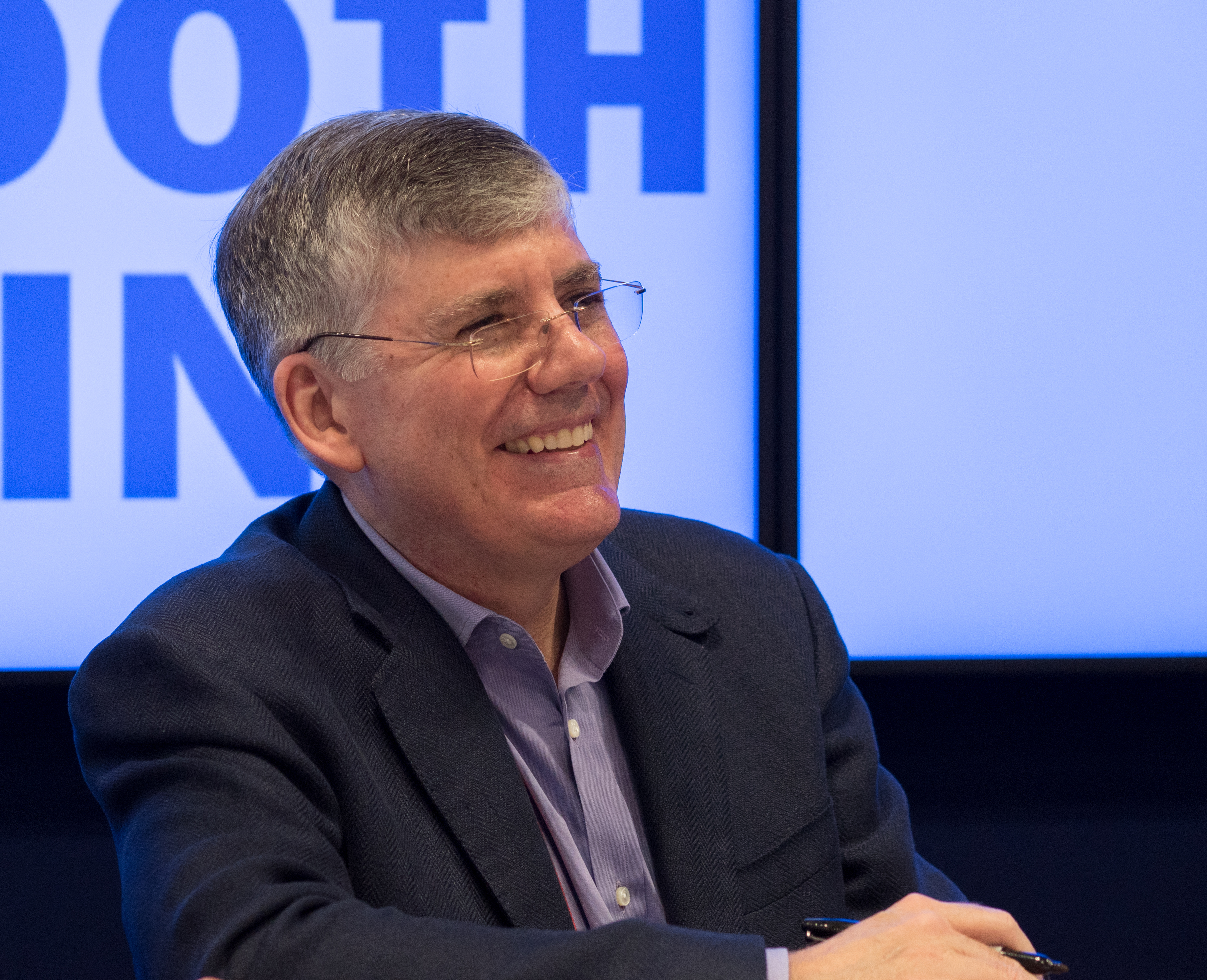
Rick Riordan (* 1964)

### Rios
- Ríos Alonso, José-Enrique (* 2000), deutsch-spanischer Fußballspieler
- Ríos Boettiger, René (1911–2000), chilenischer Cartoon-Zeichner
- Ríos Matos, Ángel Luis (* 1956), puerto-ricanischer römisch-katholischer Geistlicher, Bischof von Mayagüez
- Ríos Montt, Efraín (1926–2018), guatemaltekischer Präsident (1982–1983)
- Ríos Montt, Mario Enrique (* 1932), guatemaltekischer Ordensgeistlicher, emeritierter römisch-katholischer Weihbischof in Guatemala
- Ríos Morales, Juan Antonio (1888–1946), Präsident von Chile
- Ríos Navarro, Ignacio (1950–2009), mexikanischer Botschafter
- Ríos Novo, Rocco (* 2002), argentinisch-US-amerikanischer Fußballtorhüter
- Ríos Reynoso, José Paulino (* 1944), peruanischer Geistlicher, emeritierter Erzbischof von Arequipa
- Rios Ximénez, Fernando, uruguayischer Politiker
- Ríos y Alarcón, Bartolomé de los († 1652), spanischer Augustiner und Schriftsteller
- Ríos Zertuche, Antonio (1894–1981), mexikanischer Botschafter
- Ríos, Abelardo (* 1952), kolumbianischer Radrennfahrer
- Ríos, Adolfo (* 1966), mexikanischer Fußballtorwart
- Rios, Ann Marie (* 1981), US-amerikanische Pornodarstellerin und Schauspielerin
- Ríos, Anthony (1950–2019), dominikanischer Sänger und Komponist
- Ríos, Axl (* 1999), chilenischer Fußballspieler
- Ríos, Blanca de los (1859–1956), spanische Schriftstellerin, Literaturwissenschaftlerin und Literaturkritikerin
- Ríos, Brandon (* 1986), US-amerikanischer Boxer
- Ríos, Carla (* 1998), bolivianische Leichtathletin
- Ríos, Carlos De los (* 1974), kolumbianischer Maler
- Ríos, Carmelo (1959–2022), puerto-ricanischer Leichtathlet
- Rios, Cassandra (1932–2002), brasilianische Schriftstellerin
- Ríos, Claudio (* 1977), chilenischer Fußballschiedsrichterassistent
- Ríos, Daniel (* 1995), mexikanischer Fußballspieler
- Ríos, Elvira (1914–1987), mexikanische Schauspielerin
- Rios, Emily (* 1989), US-amerikanische Schauspielerin und ModelEmily Rios (* 1989)

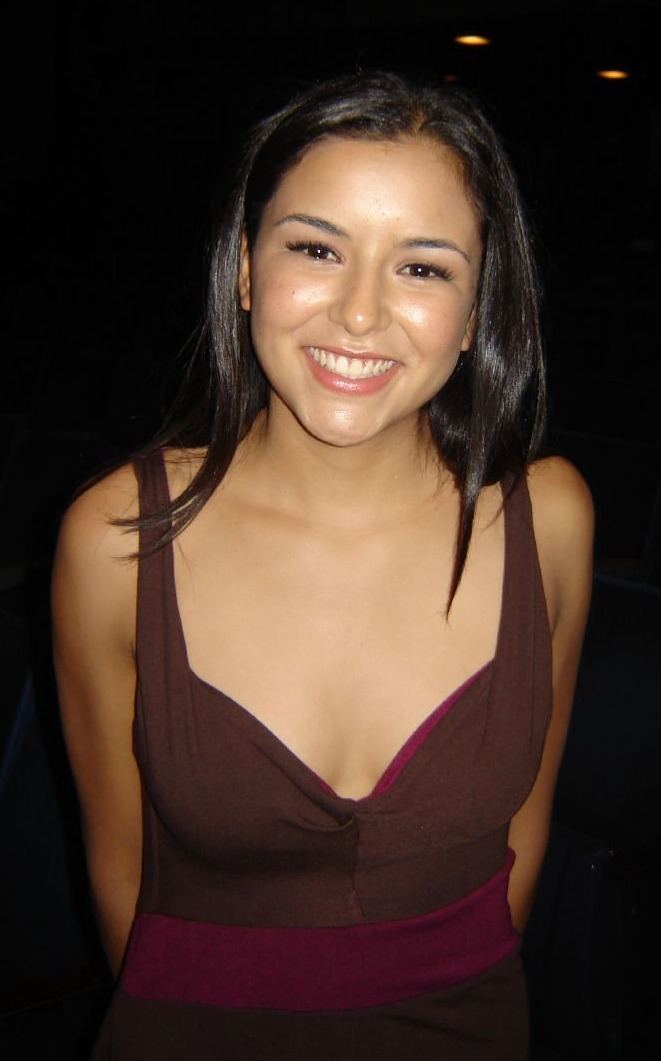
Emily Rios (* 1989)

- Ríos, Felipe (* 1992), chilenischer Tennisspieler
- Rios, Francesco de Los (1689–1775), Feldmarschall des Heiligen Römischen Reiches
- Ríos, Gabriel (* 1978), puerto-ricanischer Musiker
- Rios, Jaime (1953–2019), panamaischer Boxer im Halbfliegengewicht
- Ríos, Jonathan (* 1990), uruguayischer Fußballspieler
- Ríos, José (* 1974), spanischer Langstreckenläufer
- Ríos, José Benito (1935–2008), chilenischer Fußballspieler
- Ríos, Julián (* 1941), spanischer Schriftsteller
- Rios, Luz (* 1976), mexikanische Singer-Songwriterin
- Ríos, Manu (* 1998), spanischer Schauspieler und Sänger
- Ríos, Manuel (* 1976), mexikanischer Fußballspieler
- Ríos, Marcela (* 1967), argentinische Sängerin
- Ríos, Marcelo (* 1975), chilenischer TennisspielerMarcelo Ríos (* 1975)

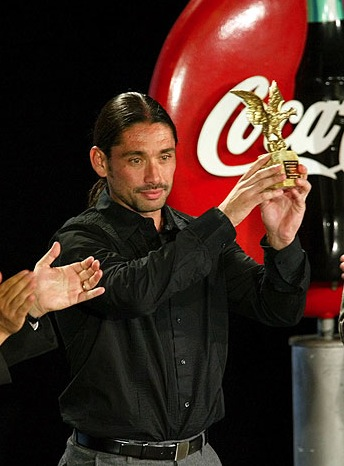
Marcelo Ríos (* 1975)

- Ríos, María Paz (* 1989), chilenische Speerwerferin
- Rios, Martin (* 1981), Schweizer Curler
- Ríos, Michael (* 1985), chilenischer Fußballspieler
- Ríos, Miguel (* 1944), spanischer Musiker
- Rios, Nora (* 1999), schwedische Schauspielerin
- Rios, Pablo G. (* 1889), uruguayischer Politiker
- Ríos, Richard (* 2000), kolumbianischer FußballspielerRichard Ríos (* 2000)

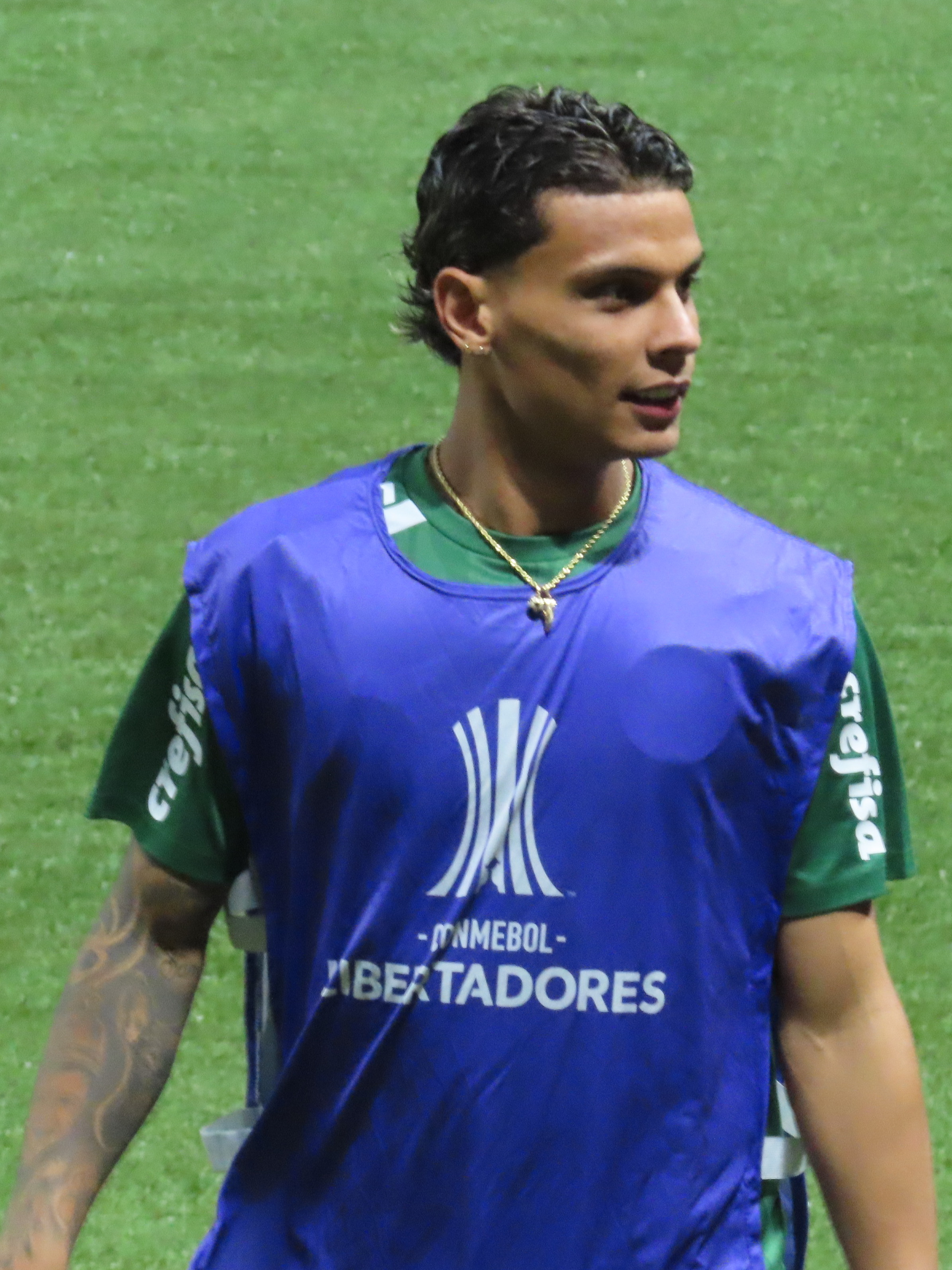
Richard Ríos (* 2000)

- Ríos, Rocío (* 1969), spanische Langstreckenläuferin
- Rios, Rosa Gumataotao (* 1965), US-amerikanische Regierungsbeamte
- Ríos, Rossana de los (* 1975), paraguayische Tennisspielerin
- Rios, Toni (* 1971), deutscher Techno- und House-DJ
- Ríos, Waldo de los (1934–1977), argentinischer Pianist, Orchesterleiter, Arrangeur und Komponist
- Ríos, Williams (* 1993), panamaischer Leichtathlet
- Rios-Moore, Indra (* 1980), amerikanische Jazzsängerin

### Riot
- Riothamus, britischer militärischer Anführer
- Riott, Teresa (* 1990), spanische Schauspielerin
- Riotta, Vincent (* 1959), britischer Schauspieler
- Riotte, Anita (1916–2011), deutsche Schauspielerin
- Riotte, Ferdinand Georg (1812–1898), deutscher Jurist und Politiker
- Riotte, Franziska (1845–1922), deutsche Kunstmalerin und Schriftstellerin
- Riotte, Philipp Jakob (1776–1856), deutscher Komponist
- Riotte, Raymond (* 1940), französischer Radrennfahrer
- Riotte, Torsten (* 1972), deutscher Historiker
- Riotte, Wolfgang (* 1938), deutscher Jurist und Verwaltungsbeamter

### Riou
- Riou, Alain (1953–2004), französischer Politiker
- Riou, Alan (* 1997), französischer Radrennfahrer
- Riou, Édouard (1833–1900), französischer Landschaftsmaler und Illustrator
- Riou, Edward (1762–1801), Offizier der britischen Royal Navy
- Riou, Morgane (* 1986), französische Triathletin
- Riou, Panuga (* 1992), englische Badmintonspielerin
- Riou, Rémy (* 1987), französischer Fußballspieler
- Riou, Rudy (* 1980), französischer Fußballtorwart
- Riou, Vincent (* 1972), französischer Segler
- Riousse, Jacques (1911–2004), französischer Künstler und Priester
- Rioux, Gervais (* 1960), kanadischer Radrennfahrer
- Rioux, Lisa-Marie (* 1997), japanische Tennisspielerin
- Rioux, Pierre (* 1962), kanadischer Eishockeyspieler, -trainer, -funktionär und -scout